# Erika Endriss
Erika Endriss (* 30. August 1954 in Stuttgart) ist eine ehemalige deutsche Ruderin, die 1976 Olympiafünfte mit dem Achter wurde.
Die Ruderin vom Stuttgart-Cannstatter Ruderclub von 1910 gehörte zusammen mit ihrer Vereinskollegin Monika Zipplies zum Achter aus der Bundesrepublik Deutschland, der 1974 an den Weltmeisterschaften in Luzern teilnahm. Bei dieser Weltmeisterschaftspremiere im Frauenrudern belegte der Achter den vierten Platz. Im Jahr darauf erreichte der Achter den sechsten Platz bei den Weltmeisterschaften 1975 in Nottingham. 1976 wurden erstmals Wettbewerbe im Frauenrudern bei Olympischen Spielen ausgetragen. Bei der olympischen Regatta in Montreal qualifizierte sich der Achter nach einem vierten Platz im Vorlauf mit einem dritten Platz im Hoffnungslauf für das Finale. Dort belegte der Achter den fünften Platz mit fast acht Sekunden Rückstand auf das siegreiche Boot aus der DDR und über zwei Sekunden Rückstand auf den drittplatzierten Achter aus den Vereinigten Staaten. Bei den Weltmeisterschaften 1977 in Amsterdam traten Zipplies und Endriss im Zweier ohne Steuerfrau an und belegten den zehnten Platz.
Deutsche Meisterschaften im Achter wurden in den 1970er Jahren nicht ausgetragen. Bei den Internationalen Deutschen Meisterschaften siegte der Frauenachter mit Zipplies und Endriss sowohl 1975 als auch 1976.